# Zheng Guangmei
Zheng Guangmei (chinesisch 郑光美 Zhèng Guāngměi; * November 1932 in Harbin, Provinz Heilongjiang; † 3. Oktober 2023 in Peking) war ein chinesischer Zoologe und Ornithologe. Er war Mitglied der Chinesischen Akademie der Wissenschaften und Professor an der Fakultät für Lebenswissenschaften der Pädagogischen Universität Peking.

## Leben und Wirken
Zheng schloss sein Studium an der Biologie-Fakultät der Pädagogischen Universität Peking im Jahr 1954 ab und trat noch im selben Jahr der Fakultät bei. Zwischen 1956 und 1958 absolvierte er ein Graduiertenstudium an der Northeast Normal University. Im Jahr 1986 wurde er zum Professor in der Biologieabteilung der Pädagogischen Universität Peking ernannt. Im November 2003 wurde er zum Mitglied der Chinesischen Akademie der Wissenschaften gewählt.
Während seiner über 60-jährigen Laufbahn reformierte er kontinuierlich Lehrinhalte und -methoden und prägte nachhaltig die zoologische Ausbildung in China. Er wurde mehrfach für seine exzellente Lehre ausgezeichnet und veröffentlichte mehrere einflussreiche Lehrbücher. Sein Lehrbuch Allgemeine Zoologie und das begleitende Laborhandbuch wurden über 1,8 Millionen Mal gedruckt und gehören zu den am häufigsten verwendeten Lehrbüchern in seinem Fachbereich in China.
Zheng Guangmei starb am 3. Oktober 2023 in Peking im Alter von 91 Jahren. Laut einer Bekanntmachung auf der Website der Pädagogischen Universität Peking erfolgte sein Tod nach einer nicht erfolgreichen medizinischen Behandlung. In Übereinstimmung mit seinem letzten Willen wurde auf eine formelle Trauerzeremonie verzichtet.

## Forschungsschwerpunkte
Zhengs wissenschaftliche Arbeit hat die Ornithologie in China maßgeblich beeinflusst. Insbesondere seine Pionierarbeit in den Bereichen Ökologie und Schutz gefährdeter Fasanenarten, wie dem Cabottragopan, wurde international anerkannt. Er entwickelte Theorien über die Vertikalverteilung verwandter Vogelarten und beleuchtete die evolutionären Muster des Nistverhaltens von Vögeln. Zudem führte er erstmals Studien zur Vogelgemeinschaft in städtischen Gebieten unter Verwendung von Theorien der Landschaftsökologie durch.
Darüber hinaus leistete er bedeutende Beiträge zur Klassifikation und Systematik von Vögeln, basierend auf aktuellen Forschungsergebnissen zur Vogelklassifikation und Phylogenie, sowohl national als auch international.

## Ehrungen und Engagement
Zheng war nicht nur in der wissenschaftlichen Gemeinschaft hoch angesehen, sondern auch für sein soziales Engagement bekannt und auch dafür, finanzielle Mittel für Bildungszwecke zu spenden. Viele seiner Doktoranden und Postdocs wurden zu führenden Figuren in der chinesischen Ornithologie.